# Albirex Niigata
El Albirex Niigata (アルビレックス新潟 Arubirekkusu Nīgata?) es un club de fútbol de Japón situado la ciudad de Niigata. Actualmente juega en la J1 League. En 2003, aún jugando en J2, el Albirex logró la mejor asistencia media de Japón, con más de 30.000 aficionados.

## Historia

### Primeros años (1955-1996)
Los orígenes del equipo se sitúan en torno a la formación de un club amateur llamado Niigata Eleven SC en el año 1955. Este club no llegó nunca a categorías importantes en las ligas japonesas hasta mediados de la década de 1980. Con el establecimiento de la J. League en 1992, cuando la profesionalización de varios clubes hizo que los de Niigata comenzaran a ascender divisiones.

### Albirex Niigata (1997-actualidad)
En 1995 Niigata Eleven cambió su nombre por el de Albireo Niigata, y en 1997 se modificó al actual Albirex Niigata, y fue seleccionado como una de las franquicias fundadoras de la segunda división de la J. League en 1999, pasando además al profesionalismo. El nombre del equipo proviene de la estrella Albireo de la constelación Cygnus (Cisne) y del vocablo latino Rex, que significa ‘rey’. Desde entonces, su sede son las ciudades de Niigata y Seirō. Hasta 2003, utilizó como estadio el Centro Deportivo de la Prefectura de Niigata, pero desde el 2004 juega como local en el Niigata Stadium Big Swan.
Aunque en sus primeros años Albirex mantuvo unos resultados discretos, la institución mostró una mejoría a partir de 2001 cuando comenzaron a luchar por el ascenso. A su vez, la franquicia pasó a contar con una notable asistencia a su estadio de aficionados, llegando a alcanzar medias de 30.000 espectadores por partido. En 2003 lograron su ascenso a la J1 League tras terminar primeros de grupo. Desde entonces han logrado mantenerse en la categoría.
Entre su planificación deportiva destaca la existencia de una franquicia afiliado al club en Singapur, conocido como Albirex Niigata Singapore, que sirve a su vez de cantera para muchos de sus jugadores. También cuenta con un equipo de fútbol femenino y diversos grupos en divisiones inferiores, y promueve el deporte en la ciudad a través de secciones como un equipo de baloncesto en la Bj league o un club de béisbol entre otros.

### Evolución del nombre
- Niigata Eleven SC (Soccer Club) (1955)
- Albireo Niigata FC (1995)
- Albirex Niigata (1997)

## Estadio

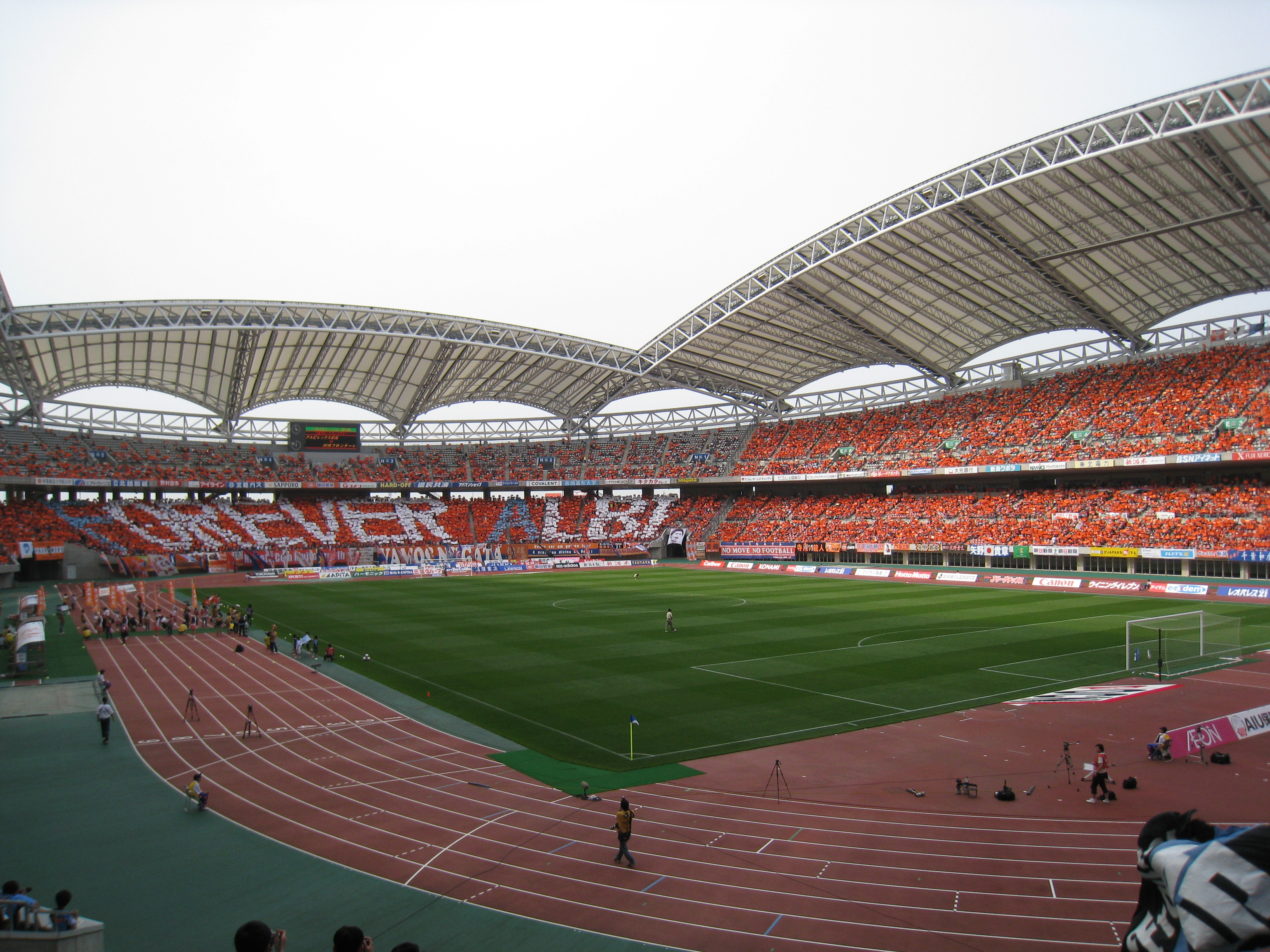
The Big Swan

El club juega sus partidos como local en el Niigata Stadium "Big Swan", actualmente conocido como Denka Big Swan Stadium tras un acuerdo de patrocinio. El estadio se inauguró en 2001, con una capacidad de 42.300 espectadores y césped natural. Anteriormente, además del Centro Deportivo de la Prefectura de Niigata, usó como estadio el Niigata City Athletic Stadium, construido en 1938 y con una capacidad muy inferior, de tan solo 18.000 espectadores.
El estadio fue sede de dos partidos de primera ronda y un partido de dieciseisavos de final en el pasado mundial de Copa Mundial de Fútbol de 2002. También fue la sede del Festival Deportivo Nacional de 2009.
Albirex cuenta con instalaciones de entrenamiento en las ciudades de Seirō y Shibata.

## Jugadores

### Jugadores en préstamo
| Prestados |

### Internacionales
| - Keiji Kaimoto - Katsuo Kanda - Naoya Kikuchi - Hisashi Kurosaki | - Gotoku Sakai - Motohiro Yamaguchi - Kisho Yano | - An Yong-Hak - Cho Young-Cheol - Issey Nakajima-Farran |

### Jugadores galardonados
- Marcus (2002, 2003 J. League Division 2 Máximo goleador )
- Marcio Richardes (2010 J. League Best XI)

### Jugadores destacados
La siguiente lista recoge algunos de los futbolistas más destacados de la entidad.
| Japón - Hirokazu Ota - Jun Mizukoshi (1997-1999) - Isao Homma (2000 - 2014, 2017) - Kazuya Myodo (2009-2010) - Kazuaki Yoshinaga (2019-) |

## Rivalidades
Derbi de Kawanakajima
El derbi de Kawanakajima hace referencia a la batalla entre Takeda Shingen de la provincia de Kai (actual Yamanashi) y Uesugi Kenshin de la provincia de Echigo (actual Niigata) durante el Período Sengoku "el período de los Estados en guerra". Esas regiones estásn representadas actualmente por los clubes Ventforet Kofu y Albirex Niigata.
Derbi Tenchijin
El derbi Tenchijin toma su nombre de la serie histórica de televisión del mismo nombre emitida por NHK, la prefectura de Yamagata y la de Niigata fueron escenario de dicha serie, por lo cual los enfrentamientos de los equipos más representativos de cada prefectura el Montedio Yamagata y el Albirex Niigata son conocidos con ese nombre.

## Palmarés
| Competición nacional                 | Títulos          | Subcampeonatos |
| ------------------------------------ | ---------------- | -------------- |
| Copa J. League (0/1)                 |                  | 2024           |
| J2 League (2/0)                      | 2003, 2022       |                |
| Liga Regional de Hokushinetsu (3/1)  | 1986, 1996, 1997 | 1992           |
| Copa Nacional Amateur Japonesa (0/1) |                  | 1995           |